# Cleveland (comté de Manitowoc, Wisconsin)
Pour les articles homonymes, voir Cleveland (homonymie).
Cleveland est un village du comté de Manitowoc, dans l'État du Wisconsin, aux États-Unis. En 2020, il comptait une population de 1 579 habitants.